# Savoya–Carignano-ház

Carignano hercegeinek címere 1656-tól

A Carignano hercege (olaszul Principe di Carignano, franciául Prince de Carignan) méltóságot 1620-ban a Savoyai-házból származó I. Károly Emánuel, Savoya uralkodó hercege (1562–1630) alapította legifjabb (ötödik) fia, Tamás Ferenc herceg (1595–1656) részére, akinek leszármazottai alkotják a Savoyai-ház carignanói mellékágát (olaszul Savoia–Carignano, franciás névformában Savoie–Carignan).
A hercegi címet a piemonti Carignano (franciául Carignan) (ejtsd ([kariɲˈɲaːno] ill. [kaʁiˈɲɑŋ]) község nevéből vették. Ez a település a hercegi székvárostól, Torinótól kb. 20 km-re délre található. 
A Savoyai-ház hercegei 1713-tól felvehették Szardínia királyának címét. 1831-ben Károly Félix király elhunytával a Savoyai-ház főága  kihalt, a Szárd–Piemonti Királyság koronáját Károly Albert, Carignano hercege örökölte. Károly Albert király egyenes ági leszármazottai, a Savoya–Carignanói ház tagjai adták az Olasz Királyság összes uralkodóját egészen 1946-ig, a monarchia eltörléséig.

## Carignano hercegei
1. 1620–1656 : Tamás Ferenc (1595–1656), I. Károly Emánuel savoyai herceg (1562–1630) fia, aki 1625-ben Marie de Bourbont, Soissons grófnőjét (1606–1692) vette feleségül.
2. 1656–1709 : Emánuel Filibert (1628–1709), Tamás Ferenc herceg fia, aki 1684-ben Angelica-Catarina d’Este hercegnőt (1656–1722) vette feleségül.
3. 1709–1741 : I. Viktor Amadé (1690–1741), Emánuel Filibert herceg fia, aki 1714-ben Savoyai Mária Viktóriát, Suze őrgrófnőjét (1690–1766), II. Viktor Amadé savoyai herceg természetes leányát vette feleségül.
4. 1741–1778 : Lajos Viktor (1721–1778), I. Viktor Amadé herceg fia, aki 1740-ben Christine von Hessen-Rheinfels-Rotenburg német tartománygrófnőt (1717–1778) vette feleségül.
5. 1778–1780 : II. Viktor Emánuel (1743–1780), Lajos Viktor herceg fia, aki 1768-ban Marie Josèphe de Lorraine–Lambesc–Brionne francia hercegnőt (1753–1797) vette feleségül.
6. 1780–1800 : Károly Emánuel (1770–1800), II. Viktor Emánuel herceg fia, aki 1797-ben Mária Krisztina szász–kurlandi hercegnőt (1770–1851) vette feleségül. (Leányuk, Mária Erzsébet Franciska hercegnő 1820-ban Rainer József osztrák főherceghez, a Lombard–Velencei Királyság Habsburg alkirályához ment feleségül).
7. 1800–1831 : Károly Albert (1798–1849), Károly Emánuel herceg fia, aki 1817-ben Habsburg–Toscanai Mária Terézia Franciska főhercegnőt (1801–1855) vette feleségül, és 1831-ben szárd–piemonti királlyá koronázták.

## A franciaországi Carignani Hercegség (1662–1724)
A piemonti Carignanói Hercegségen kívül a XVII–XVIII. század fordulóján néhány évtizeden át a Francia Királyságban is fennállt a Carignani Hercegség (Duché de Carignan).
Tamás Ferenc carignanói herceg fiát, Eugène-Maurice de Savoie-Carignan-t (1635–1673), Soissons és Dreux grófját, a francia királyi haderő tábornokát, Champagne és Brie katonai kormányzóját XIV. Lajos francia király 1662-ben Franciaország pairjévé emelte. Az új főrend számára az uralkodó egy új hercegséget kreált: neki adományozta az 1659-es pireneusi békeszerződésben megszerzett Ivoy várost, amelyet – a Carignano grófi család nevének tiszteletére – Carignan névre keresztelt át. Az Ardennekben (Ardennes megyében) fekvő város máig viseli e nevet. 
Eugène-Maurice grófot a király Carignan uralkodó hercege (Duc de Carignan) címmel ruházta fel. A herceg Olympe (Olympia) Mancini bárónőt (1638–1708), Mazarin bíboros unokahúgát vette feleségül. Utódaik a Savoyai-ház Carignan–Soissons mellékágát alkotják. Carignan hercegének és Soissons grófjának címét 1673-ban Eugène-Maurice és Olympe Mancini legidősebb fia, Louis-Thomas gróf (1657–1702) örökölte. 
Carignan első hercegének ötödik, legifjabb fia, Eugène-François de Savoia-Carignano gróf (1663–1736), akit környezete papi pályára szánt volna, 1683-ban elhagyta a francia királyi udvart és I. Lipót német–római császár szolgálatába állt. A Habsburg Birodalom háborúiban Prinz Eugen (magyarul Savoyai Jenő) néven sikeres hadvezérként hírnevet szerzett és császári tábornaggyá emelkedett. Parancsnokként irányította Buda visszafoglalását és Magyarország meghódítását is.
A (franciaországi) Carignan uralkodó hercegi cím 1724-ben megszűnt. Az ardenneki Carignan birtokát a Savoyai-család 1751-ig tartotta meg, akkor eladták Louis Jean Marie de Bourbon-nak (1725–1793), Penthièvre hercegének, a francia királyi flotta tengernagyának. Louis herceg és Estei Mária Terézia modenai hercegnő (1726–1754) legkisebb leánya, Louise Marie Adélaïde de Bourbon-Penthièvre hercegnő (1753–1821), Franciaország leggazdagabb örökösnője 1769-ben feleségül ment Louis Philippe II de Bourbonhoz, Orléans hercegéhez (1747–1793). Carignan birtokát hozományként vitte a házasságba, férje lett a birtok utolsó feudális ura. A francia forradalom első éveiben a herceg Philippe-Égalité néven aktívan politizált, de 1793-ban a jakobinusok kivégezték, birtokait elkobozták.